# Guembelia alpestris
Guembelia alpestris là một loài Rêu trong họ Grimmiaceae. Loài này được (F. Weber & D. Mohr) Hampe mô tả khoa học đầu tiên năm 1849.